# Robert Maynard Hutchins
Robert Maynard Hutchins (ou bien  Maynard Hutchins) (17 janvier 1899 – 17 mai 1977) fut un philosophe de l'éducation, doyen de l'école de droit de Yale (1927–1929), et président (1929–1945) et chancelier (1945–1951) de l'université de Chicago. Il était l'époux de la romancière Maude Hutchins. Bien que son père et son grand-père furent tous deux presbytériens, Hutchins devint un des membres influents de ce que l'on appelle l'école séculière (ou appartenant au mouvement éducatif proche du  pérennialisme).
Lorsqu'il fut président de l'université de Chicago, Hutchins engagea un large mouvement de réformes controversées, comme l'élimination du football universitaire. Les réformes les plus spectaculaires furent celles qui touchèrent le système des undergraduate (le système du College)  où la pédagogie devait reposer sur la lecture des « Grands Livres » et le dialogue socratique, sur des examens de compréhension et la nécessité de remise à niveau à l'entrée du College. Bien qu'une part importante du plan de Hutchins fut abandonnée en 1951 après son départ de Chicago, une version adaptée de ce programme survit encore à Shimer College à Chicago.

## Formation et carrière
Robert Maynard Hutchins est né à Brooklyn in 1899, le second de trois fils de  William James Hutchins, un ministre presbytérien et futur président de Berea College. Huit années plus tard, la famille quitte New York pour Oberlin, dans l'État de l'Ohio, où  William Hutchins devint enseignant à Oberlin College. Oberlin était une petite communauté dévouée à des idéaux évangéliques de rigueur et de travail acharné, ce qui semble avoir influencé Hutchins toute sa vie. Hutchins étudia à Oberlin High School (Ohio), puis à Oberlin College de 1915 à 1917.
À 18 ans en 1917, peu de temps après l'engagement des États-Unis dans la Première Guerre mondiale, Hutchins rejoint le département médical des Armées, dans le service des ambulances, avec son frère William. Les frères Hutchins servirent dans une unité entièrement composée d'effectifs venus d'Oberlin, la section 587, qui stationna pendant toute la durée de la guerre à Allentown Fair Grounds, où elle eut pour tâche de construire des baraquements. Après un déploiement en Italie, Hutchins fut décoré de la croix de guerre italienne.
De retour de la guerre en 1919, Hutchins s'inscrit à Yale, où il passe son B. A. en 1921. À Yale il côtoie une société entièrement différente de celle qu'il fréquentait auparavant à Oberlin ; le ton était donné par des étudiants de la preparatory school qui défiaient la prohibition. Quoi qu'il en soit, Hutchins ne jouissait pas du même confort financier que ses camarades et que ce soit dans sa jeunesse ou à un âge plus avancé, il prit des jobs subalternes jusqu'à 6 heures par jour pour couvrir ses dépenses quotidiennes. Dès le moment où il fut reçu à ses examens, il s'inscrivit à l'école de droit de l'université Yale. Fasciné par la méthode des cas, Hutchins regardait cela comme le début de sa véritable éducation. Juste après l'obtention de son diplôme en 1921, Hutchins se marie avec Maude Phelps McVeigh. Ensemble ils auront trois filles, la première en 1925.
Après avoir passé une année à enseigner l'histoire et l'anglais au lycée de Lake Placid dans l'État de New York, il est recruté comme secrétaire de la Yale Corporation. À ce poste il fut l'assistant principal du président de l'université Yale, avec comme responsabilité les relations avec les associations d'anciens élèves (alumni) et la recherche de fonds. En retournant à New Haven, il reprend à ses études à l'école de droit de Yale, où il obtient son  LL.B., en tête de sa classe. Il est ainsi invité à rejoindre le corps enseignant de l'école de droit de Yale, afin d'y donner des cours sur la question de la preuve et sur les notions de droit afférentes à la distribution et au commerce. Il devint doyen de l'école de droit de Yale en 1927 et à temps plein en 1928. C'est à ce moment, lorsque Hutchins devint doyen à Yale à la fin des années 1920, qu'il prit véritablement une dimension nationale.
À cette époque, l'école de droit de Yale était dominée par le courant du Legal Realism, qui consistait à donner une formation économique aux juristes. Hutchins a cherché, pendant toute la période où il fut doyen à promouvoir ce réalisme légal. Assez sceptique sur les idées reçues en matière de recevabilité de la preuve, qu'il avait enseignée comme professeur, il travailla à articuler les avancées de la psychologie, de la sociologie et de la logique aux questions juridiques. Son collaborateur dans cette entreprise fut William O. Douglas, qui quitta Columbia School of Law pour aller travailler sous la houlette de Hutchins à Yale. Hutchins joua un rôle-clé en persuadant la Fondation Rockefeller de soutenir financièrement un Institute of Human Relations à Yale, afin d'approfondir le partenariat entre les sciences sociales, le droit et la médecine.

## Hutchins à l'université de Chicago
En 1929, il partit pour Chicago dans l'Illinois pour y prendre le poste de Président de l'université de Chicago à l'âge de 30 ans. Pendant les années suivantes, Hutchins en vint à interroger le Legal Realism, dont il s'était fait auparavant le champion et devint sceptique en ce qui concerne les recherches empiriques en sciences sociales  dans le but de résoudre les problèmes sociaux, spécialement face aux effets de la Grande Dépression de 1929. Par sa rencontre avec Mortimer Adler, il se convainc que les solutions des problèmes philosophiques qui avaient à voir avec la situation de l'université de Chicago relevaient d'une démarche  aristotélicienne et  thomiste. À la fin des années 1930, il cherche à réformer le cursus de l'université selon des attendus inspirés par le thomisme et l'aristotélisme, jusqu'à ce que la faculté rejette son projet par trois fois.
Hutchins servit comme président de l'université jusqu'en 1945 et comme chancelier jusqu'en 1951. Durant sa chancellerie, il forma une commission, dont la finalité était d'enquêter sur la fonction des  media. En 1947, la Commission Hutchins en vint à déposer ses conclusions sur la responsabilité sociale de la presse.
Hutchins a été capable, durant ses fonctions de président de l'université de Chicago, de faire accepter ses idées dans la formation des étudiants des deux premières années d'université (B. A. = Bachelors of Arts) et, par conséquent, a permis de faire en sorte que les étudiants qui avaient suivi ce programme approfondi soient considérés comme des étudiants de valeur. Plus encore, il fit en sorte que Chicago sorte de la Conférence des Big Ten et fit supprimer le programme de football, qu'il voyait comme une distraction de campus. Il travailla aussi à éliminer les fraternités et les organisations religieuses pour les mêmes raisons. Bien qu'il montrât une grande ferveur pour son projet de nouveau cursus et que de nombreux brillants anciens étudiants firent carrière durant cette période, il n'en reste pas moins que la communauté des affaires, de même que les donateurs devinrent particulièrement sceptiques sur la valeur de son programme. Il en résultât une remise en selle des anciens cadres du cursus universitaire, avec le traditionnel A. B. et le S. B. (et en même temps, le football !). La puissance financière du College, qui avait été considérable dans la période précédant son arrivée à Chicago, subit une sérieuse dépréciation, avec comme effet parallèle une baisse des inscriptions et un assèchement des donations de la part des principaux sponsors dans l'environnement immédiat de l'université. Ainsi, ses critiques le virent comme un dangereux idéaliste qui poussait le College hors de la lumière des projecteurs nationaux et qui compromettait  temporairement l'expansion de l'université, pendant que ses supporters affirmaient que c'était justement ses réformes qui faisaient de Chicago un lieu intellectuellement unique.

## Après Chicago
Après avoir quitté son poste de chancelier de l'université de Chicago, Hutchins prit la tête de la Fondation Ford. Du fait de la croissance exponentielle de l'industrie de la construction automobile aux USA au début des années 1950, la Fondation Ford disposait de revenus immenses qui pouvaient attirer l'attention de l'administration fiscale. Hutchins entreprit d'investir des fonds considérables dans son domaine de compétence, créant un fonds pour la promotion de l'éducation et un fonds pour l'éducation des adultes. Le Fonds pour la Promotion de l’Éducation (Fund for the Advancement of Education) finançait des projets qui incluaient la formation des enseignants et des programmes pour intégrer précocement le College (college early entrance program) auxquels 12 collèges participaient. Les programmes de trois de ces colleges, Goucher College, l'université de l'Utah et Shimer College, sont toujours opérationnels aujourd'hui. Le Fonds pour l’Éducation des Adultes (Fund for Adult Education) s'adressait à des programmes expérimentaux d'éducation pour les adultes, en visant en particulier l'éducation aux arts libéraux; était aussi financée la chaîne de télévision éducative (National Educational Television), qui devait devenir plus tard PBS.
Quittant ensuite la Fondation Ford, Hutchins fonda le Centre pour l’Étude des Institutions Démocratiques (Center for the Study of Democratic Institutions, basé à Santa Barbara, en Californie) en 1959 – auquel a participé Bertrand de Jouvenel après 1969 – dont l'objectif fut pour lui de réunir une communauté de chercheurs autour de cette vaste question. Hutchins décrivait les finalités de ce Centre, qui devait analyser les institutions démocratiques, comme une « tentative multidisciplinaire de porter un regard sur l'état du monde démocratique – et aussi bien du monde non-démocratique, puisque l'on doit appréhender l'un face à l'autre et comprendre comment ils se développent. »
Il ajoute, plus loin : 

« Après avoir découvert ce qui se passe, ou cherché à savoir ce qui se passe, le Centre a vocation à publier ses observations dans la mesure où le public désire les obtenir. »

Bien que modifié et peu ou prou réduit dans sa forme, le cursus de l'université de Chicago d'aujourd'hui reflète les programmes des Great Books et de la méthode socratique que Hutchins a pu promouvoir. On peut ajouter que des programmes directement inspirés de la tentative de réforme voulue par Hutchins à Chicago sont appliqués actuellement dans certains Colleges comme Shimer College à Chicago, qui s'est affilié à l'université dans le milieu des années 1950, puis avec quelques vicissitudes financières, s'est déplacé sur le campus de l'Institut Universitaire de Technologie de l'Illinois à Bronzeville, dans la banlieue de Chicago. Un programme d'études pour intégrer précocement Shimer College porte encore son nom. Quelque chose d'approchant est développé à  Saint John's College à Annapolis dans le Maryland, dans la banlieue de Washington.

## Théorie de l'Éducation
Tout au long de sa carrière, Hutchins fut un défenseur acharné de la méthode de lecture des Grands Livres, lesquels ont fait la preuve de leur qualité intrinsèquement éducative au travers de la notion de Classiques. Dans une interview de 1970 intitulée « Ne vous contentez pas de faire quelque chose » (« Don't Just Do Something »), Hutchins expliquait que, « les grands livres constituent la voie royale de l'éducation libérale pour autant qu'ils aient fait la preuve de leur qualité pédagogique. » Dans la lignée de son attachement aux « Grands Livres », Hutchins a exercé la fonction d'éditeur en chef de la collection publiée par l'Encyclopædia Britannica  des Great Books of the Western World, ainsi que des Gateway to the Great Books. De plus, il a été coéditeur des  The Great Ideas Today, président du comité directeur des éditeurs de l'Encyclopædia Britannica de 1943 à 1974 et a aussi publié sous son nom de nombreux ouvrages.
Selon Hutchins dans son livre The University of Utopia, « L'objet du système éducatif, pris dans son ensemble, n'est pas de produire des bras pour l'industrie, ou d'enseigner aux jeunes gens comment faire de l'argent. Il est de former des citoyens responsables. » Dans son The University of Utopia, Hutchins décrit un pays qui a évolué pour devenir une société parfaite, Utopia, ainsi que son système éducatif, dont l'objectif est de « promouvoir le développement intellectuel des gens ». Hutchins  explore aussi dans ce livre quelques directions dans lesquelles s'est fourvoyé le système éducatif aux États-Unis. Son argumentation consiste à montrer que ce système est devenu rien de moins qu'une école marchande et même une pauvre école marchande. Il y discute les relations entre une fonderie et un College local dans une petite ville de Californie. Ce College offre des cours sur la manière dont fonctionne une fonderie, où il s'agit d'instruire les étudiants sur la manière dont on peut arriver à travailler dans cette fonderie. Par là, le College satisfait les besoins de la communauté en ouvriers fondeurs, plus qu'il ne permet de satisfaire les besoins intellectuels des individus. Mieux encore, Hutchins affirme que les étudiants en fonderie reçoivent un enseignement assez pauvre, du fait de l'inexpérience des éducateurs en matière de fonderie. Hutchins pense que les étudiants recevraient une bien meilleure instruction sur le travail en fonderie, en allant travailler dans une fonderie. Son propos est de signifier que les Universités doivent enseigner un contenu intellectuel, spécifiquement le contenu intellectuel relatif au domaine considéré, mais que la pratique en ce domaine devrait être à la charge des professionnels du secteur.
Hutchins met en outre en garde sur la manière dont l'éducation a échangé ses objectifs d'éducation au profit d'une forme de gardiennage. Sa critique sévère incrimine le fait que de trop nombreuses écoles sont devenues rien de plus que des services de baby-sitting pour adolescents, cherchant à les protéger du monde tumultueux de la jeunesse. Il cite les cours d'économie familiale et d'éducation à la conduite automobile, qui cherchent à focaliser l'éducation sur des besoins sociaux plus que sur des buts réellement éducatifs. Hutchins voit aussi d'un œil critique le système éducatif qui s'est engagé sur le chemin de la spécialisation. Selon lui, dans son essai, The Idea of a College, la spécialisation des programmes d'éducation dans le système américain interdit aux étudiants la faculté de communiquer en dehors de leur domaine de spécialité. Un étudiant en biologie serait ainsi bien incapable d'avoir une conversation sensée avec un étudiant en mathématiques, du fait qu'il ne disposerait d'aucune expérience éducative commune.

## Ouvrages de Robert M. Hutchins
- 1936, The Higher Learning in America
- 1943, Education for Freedom
- 1950, The Idea of a College
- 1952, The Great Conversation
- 1953, The University of Utopia
- 1969, No Friendly Voice

## Travaux cités et bibliographie
- Ashmore, Harry Scott. Unseasonable Truths: The Life of Robert Maynard Hutchins. Boston: Little, Brown & Co., 1989.
- Berwick, Keith. (1970). Interview with Robert M. Hutchins (transcript). Don't Just Do Something. Retrieved July 6, 2004, from the School of Cooperative Individualism: http://www.cooperativeindividualism.org/hutchins_on_center_democratic_institutions.html
- Dzuback, Mary Ann. Robert M. Hutchins: Portrait of an Educator. Chicago: University of Chicago, 1991.  (ISBN 0-226-17710-6).
- Encyclopædia Britannica. (2001). Hutchins, Robert M. Consulté le 6 juillet 2004, from the University of Pennsylvania, English Department, Al Filreis, The Literature and Culture of the 1950s: http://www.english.upenn.edu/~afilreis/50s/hutchins-bio.html
- Hutchins, Robert M. (1950). The Idea of a College. Retrieved 2012-08-15, http://www.ditext.com/hutchins/1950.html
- Hutchins, Robert M. (1953) The University of Utopia. Chicago: The University of Chicago Press.  (ISBN 0-226-56171-2).
- Mayer, Milton (1993). Robert Maynard Hutchins: A Memoir. University of California Press.  (ISBN 0-520-07091-7).
- McNeill, William H. (1991). Hutchins' University: A Memoir of the University of Chicago, 1929–1950. Chicago: The University of Chicago Press.
- Purcell, Edward A., Jr. (1973), The Crisis of Democratic Theory: Scientific Naturalism and the Problem of Value.
- Shils, Edward. "Robert Maynard Hutchins," American Scholar, 1990, Vol. 59, Issue 2, p.211–216.
- Kelly, Frank K. Court of Reason – Robert Hutchins and the Fund for the Republic. New York: The Free Press, 1981
- (en) Robert M. Hutchins, « An Interview with Dr. Robert M. Hutchins », sur folkway.si.éducation (consulté le 1er août 2021) Interview at Smithsonian Folkways by journalist Howard Langer in this 1958.
- Dr Hutchins interview with Mike Wallace on The Mike Wallace Interview July 20, 1958
- Biographie de Hutchins sur le site de l'université de Chicago

## Source
- (en) Cet article est partiellement ou en totalité issu de l’article de Wikipédia en anglais intitulé « Robert Hutchins » (voir la liste des auteurs).